# Сантос, Даниэль
Даниэ́ль Сан́тос Пе́нья (исп. Daniel Santos Peña; род. 10 октября 1975, Баямон, Пуэрто-Рико) — пуэрто-риканский боксёр-профессионал, выступающий в 1-й средней весовой категории. Чемпион мира в полусредней (версия WBO, 2000—2001) и 1-й средней (версия WBO, 2002—2005 и версия WBA 2008—2009) весовых категориях.

## 1996—2001
Дебютировал в сентябре 1996 года.
В мае 1999 года со статистикой 20-0-1, проиграл нокаутом непобеждённому боксёру из Ганы, Кофи Янтуа (16-0-1).
В ноябре 1999 года Сантос проиграл раздельным решением чемпиону мира в полусреднем весе по версии WBO Ахмеду Котиеву.
В мае 2000 года он в реванше нокаутировал Ахмеда Котиева.
В июле 2001 года Даниэль Сантос встретился Антонио Маргарито. Бой был остановлен в 1-м раунде из-за трамвы глаза у Маргарито, полученной в результате столкновения головами. Сантос после этого боя поднялся в 1-й средний вес.
В 2003 году защитил титул против непобеждённого нокаутёра, Фульхенсио Суньиги.

## 11 сентября2004Даниэль Сантос —Антонио Маргарито (2-й бой)
- Место проведения:  Колисео Хосе Мигель Агрелот, Хато Рей, Пуэрто-Рико
- Результат: Победа Сантоса техническим раздельным решением в 10-м раунде в 12-раундовом бою
- Статус: Чемпионский бой за титул WBO в 1-м среднем весе (4-я защита Сантоса)
- Рефери: Луис Пабон
- Счёт судей: Рокки Янг (87—84 Сантос), Джон Стюарт (86—85 Сантос), Сэмюэл Конди (85—86 Маргарито)
- Вес: Сантос 69,90 кг; Маргарито 69,40 кг
- Трансляция: HBO BAD
- Счёт неофициального судьи: Харольд Ледерман (85—86 Маргарито)

В сентябре 2004 года Сантос встретился во 2-й раз с Антонио Маргарито. В бою вновь произошло столкновение головами — на этот раз в 6-м раунде. Поединок несколько раз прерывали для оказания помощи мексиканцу. Бой остановили в самом начале 10-го раунда по совету доктора. По раздельному решению судей победил Сантос. После этого Маргарито вернулся в полусредний вес.

## 2005—2007
В декабре 2005 года Сантос проиграл по очкам непобеждённому Сергею Дзинзируку.
В октябре 2007 года он в 8-м раунде нокаутировал в элиминаторе Хосе Антонио Риверу.

## 11 июля2008Жоашен Альсин —Даниэль Сантос
- Место проведения:  Юниприкс Стадиум, Монреаль, Квебек, Канада
- Результат: Победа Сантоса нокаутом в 6-м раунде в 12-раундовом бою
- Статус: Чемпионский бой за титул WBA в 1-м среднем весе (2-я защита Альсина)
- Рефери: Марлон Райт
- Счёт судей: Гленн Фелдман (47—48), Роберт Гэй (47—48), Паскуале Прокопио (47—48) — все в пользу Сантоса
- Время: 2:06
- Вес: Альсин 69,40 кг; Сантос 69,40 кг
- Трансляция: Radio-Canada
- Счёт неофициального судьи: Ги Джутрас (47—48 Сантос)

В июле 2008 года состоялся бой между Даниелем Сантосом и Жоашеном Альсином. В середине 6-го раунда пуэрториканец в контраатаке попал встречным левым хуком точно в челюсть. Альсин рухнул на пол. Чемпион не смог самостоятельно встать. Рефери зафиксировал нокаут.
В ноябре 2009 года Сантос в равной борьбе уступил звание чемпиона WBA израильтянину Юрию Форману.